# Krępa (powiat radomszczański)
Krępa – wieś w Polsce położona w województwie łódzkim, w powiecie radomszczańskim, w gminie Lgota Wielka.
W latach 1975–1998 miejscowość należała administracyjnie do województwa piotrkowskiego.

## Części wsi
| SIMC    | Nazwa    | Rodzaj    |
| ------- | -------- | --------- |
| 0544295 | Józefina | część wsi |

## Zabytki
Według rejestru zabytków NID na listę zabytków wpisany jest obiekt:
- kościół parafialny pw. św. Urszuli, drewniany, 2 połowa XVIII wieku, nr rej.: 732 z 27.12.1967